# Eli Noyes
Eli Noyes, geboren als Eliot Fette Noyes Jr. (* 18. Oktober 1942 in Amherst, Massachusetts; † 23. März 2024 in San Francisco), war ein US-amerikanischer Animator, Grafikdesigner und Regisseur. Sein animierter Kurzfilm Clay wurde 1966 für einen Oscar in der Kategorie „Bester animierter Kurzfilm“ nominiert.

## Leben und Wirken
Eli Noyes war der Sohn des ehemaligen IBM-Designdirektors Eliot Noyes und der Innenarchitektin Molly Duncan Weed. Er absolvierte ein Englisch-Studium an der Harvard University, das er 1964 abschloss. Danach besuchte er die Harvard Graduate School of Design. 1965 lernte er Derek Lamb kennen, der Animation an der Harvard University lehrte und nahm gelegentlich an seinen Kursen teil. Zu dieser Zeit begann Noyes sich ebenfalls mit Filmanimationen zu beschäftigen. 1966 wurde sein knetanimierter Kurzfilm Clay, in dem er das Thema Evolution aufgreift, mit einer Oscar-Nominierung zum besten animierten Kurzfilm ausgezeichnet.
1970 drehte Noyes mit seiner damaligen Partnerin Claudia Weill einen Dokumentarfilm über die International Design Conference in Aspen, an der auch sein Vater teilnahm. In den 1970er Jahren experimentierte er unter anderem mit Sandanimationen. An einem Tricktisch in seinem New Yorker Loft entstand der Kurzfilm Sandman. Die Figuren aus dem Film verwendete er anschließend auch in einer Reihe von kurzen Sandanimationen, die er für den Children’s Television Workshop (heute Sesame Workshop) anfertigte. Sie hatten jeweils einen Buchstaben des Alphabets zum Thema und wurden ab 1974 viele Jahre in der Sesamstraße ausgestrahlt.
1978 gründete Noyes mit Kit und Geraldine Laybourne die auf Kinderfilme spezialisierte Produktionsfirma Early Bird Specials. Zu den ersten Auftraggebern gehörte Nickelodeon. Geraldine Laybourne wechselte bald darauf zu Nickelodeon, während ihr Mann weiter mit Noyes zusammenarbeitete. 1983 gründeten sie die Produktionsfirma Noyes & Laybourne, die im gleichen Jahr die Pilotfolge der Trickfilm-Serie Braingames produzierte. 1988 stiegen Noyes and Kit Laybourne bei dem für seine Spezialeffekte und Animationen bekannten Unternehmen Colossal Pictures ein. Während seiner Tätigkeit dort kreierte Noyes die interaktive CD-ROM Ruff’s Bone, welche 1994 in der Kinderbuch-Reihe Living Books erschien.
Noyes arbeitete als Animator für Firmen wie Pixar, Disney und HBO. In den 1990ern war er mit Noyes & Laybourne an der Produktion der Nickelodeon-Kinderserie Eureeka’s Castle sowie der animierten MTV-Serie Liquid Television beteiligt. Er produzierte außerdem zahlreiche Werbespots und war als Webdesigner für Oxygen Networks tätig.
2003 gründete Noyes zusammen mit dem Produzenten und Videografikdesigner Ralph Guggenheim (* 1951) die auf Animation spezialisierte Produktionsfirma Alligator Planet LLC in San Francisco. Noyes führte bei zwei Dokumentationen Animationsregie: 2008 bei dem Film Under Our Skin, der das Thema Lyme-Borreliose aufgreift und auf die Oscar-Shortlist kam sowie im Folgejahr bei Der gefährlichste Mann in Amerika – Daniel Ellsberg und die Pentagon-Papiere, der 2010 für einen Oscar nominiert wurde.
2011 designte Noyes die 16-teilige Briefmarkenreihe Go Green für den United States Postal Service, die Beispiele für umweltbewusstes Verhalten im Alltag aufzeigt.
Noyes lebte seit 1991 mit seiner Familie in Francisco. Mit seiner Ehefrau, der Künstlerin Augusta Talbot, wohnte er in einem Haus im dortigen Viertel Noe Valley. 2009 gaben sie eine gemeinsame Ausstellung in der Garage Gallery in Berkeley, auf der unter anderem Skulpturen von Noyes gezeigt wurden.
2024 starb Noyes im Alter von 81 Jahren an Komplikationen einer Prostatakrebs-Erkrankung in seinem Zuhause in San Francisco. Er hinterließ seine Ehefrau und zwei Kinder.

## Publikationen
- Ruff’s Bone. Living Books, Random House Childrens Books, Novato 1994, ISBN 1-57135-107-8.

## Filmografie
- 1965: Clay (Clay or the Origin of Species)
- 1966: Alphabet
- 1970: Aspen: 70
- 1973: In a Box
- 1973: Sandman
- ab 1974: Sand Alphabet in der Sesamstraße
- 1976: Peanut butter & jelly
- 1977: Glove Story
- 1980: Worm Dance
- 1983: Braingames
- 1986: The Great Ape Activity Tape
- 1986: Clifford’s sing along adventure
- 1991: Liquid Television
- 2008: Under Our Skin
- 2009: Der gefährlichste Mann in Amerika – Daniel Ellsberg und die Pentagon-Papiere (The Most Dangerous Man in America: Daniel Ellsberg and the Pentagon Papers)